# Tethocyathus endesa
Tethocyathus endesa is een rifkoralensoort uit de familie van de Caryophylliidae. De wetenschappelijke naam van de soort is voor het eerst geldig gepubliceerd in 2005 door Cairns, Haeussermann & Foersterra.